# Fair play finanziario
Il fair play finanziario è un progetto introdotto dal comitato esecutivo UEFA nel settembre 2009 che mira a far estinguere i debiti contratti dalle società calcistiche e ad indurle nel lungo periodo ad un auto-sostentamento finanziario.

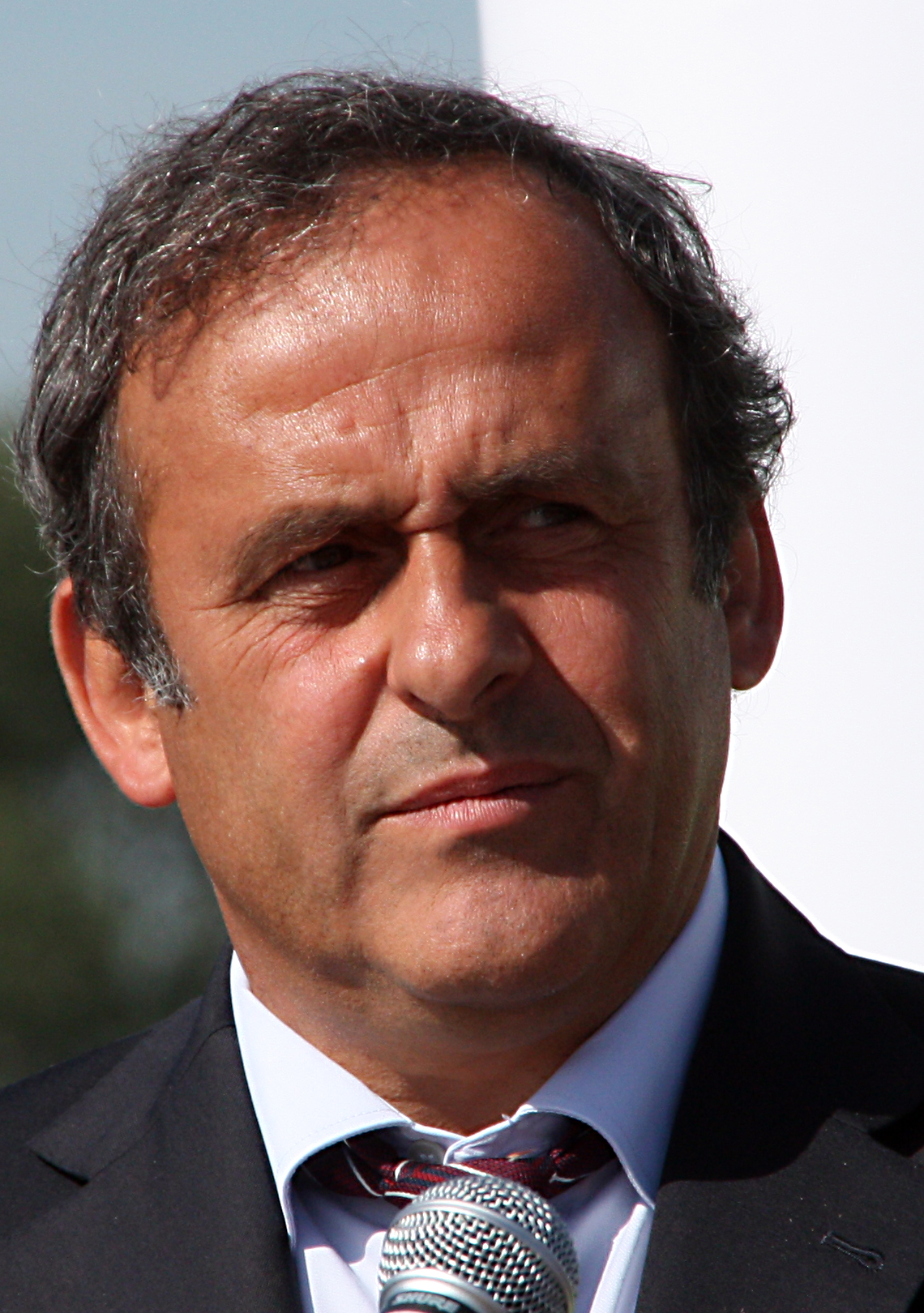
Michel Platini, promotore del progetto del fair play finanziario

L'idea di fair play finanziario nasce dal fatto che le disparità tra le società, nel calcio moderno, sono sempre più spesso dovute ad un fattore economico piuttosto che ad uno sportivo. Oltre a questo, i dirigenti UEFA si sono resi conto che spesso queste si trovano costrette a far fronte a situazioni di indebitamento a causa delle enormi spese sostenute per rafforzare la squadra in sede di calciomercato. È probabile che sia stata, tra le altre, la campagna acquisti del 2009 del Real Madrid a smuovere definitivamente i dirigenti UEFA.
Il fair play finanziario è stato presentato dall'UEFA come uno degli undici valori che questa federazione promuove. Michel Platini ne divenne subito uno dei maggiori promotori e sin dalla nascita lo ha ritenuto fondamentale per il benessere del calcio:
(Michel Platini)

## Obiettivi
Il piano di fair play finanziario si prefigge diversi obiettivi:
- Dare al sistema finanziario delle società un ordine e una razionalità
- Stimolare l'auto-sostenibilità delle società, soprattutto a lungo termine
- Stimolare la crescita delle infrastrutture
- Stimolare la crescita dei settori giovanili
- Incoraggiare la società a competere soltanto entro i propri introiti
- Accertarsi che le società onorino gli impegni finanziari nei tempi prestabiliti
- Diminuire le pressioni sulle richieste salariali e sui trasferimenti
- Limitare gli effetti dell'inflazione nel mondo calcistico

È stato anche redatto il manuale ufficiale UEFA del fair play finanziario che spiega il tutto più dettagliatamente. Per assicurarsi di raggiungere tutti gli obiettivi è stato istituito il Panel di controllo finanziario, formato da otto esperti indipendenti e un presidente, che controlla la corretta applicazione dei criteri di Licenza UEFA Pro.

## Monitoraggio delle società
Le società verranno controllate dalla UEFA a partire dal 2011 fino ad arrivare ad inizio stagione 2014, sulla base di tre punti fondamentali:
1. Nessuna presenza di debiti arretrati verso altre società, dipendenti e/o autorità
2. Fornitura di informazioni finanziarie che riguardano il futuro
3. Obbligo di pareggio del bilancio

Le società che non avranno raggiunto gli obiettivi nel 2014 rischieranno di non poter più partecipare alle competizioni UEFA. Michel Platini e altri dirigenti UEFA si sono più volte soffermati sul punto 3, ritenendo fondamentale che le società non investano più di quanto non permettono gli introiti. In ogni caso la normativa lascia ancora un margine di tolleranza nella gestione di eventuali perdite di esercizio, consentendo perdite fino a 5 milioni di euro più altre deroghe speciali fino al 2018 per perdite da 45 a 30 milioni, se ripianate tempestivamente dagli azionisti di riferimento.
(Michel Platini)
(Gianni Infantino, segretario generale UEFA)

## Critiche
Nel corso degli anni il fair play finanziario è stato oggetto di critiche, in quanto si ritiene che esso abbia aumentato la distanza tra i club in possesso di grandi risorse economiche e gli altri, e di conseguenza abbia cristallizzato i rapporti di forza nel calcio europeo.